# 褒姒
褒姒（ほうじ）は、西周の幽王（在位紀元前782年 - 紀元前771年）の2番目の后。美貌によって王を惑わせ、西周を破滅に導いた、亡国の美女として有名。

## 『史記』の記述
『史記』周本紀に記された彼女の物語は、以下のようなものである。

### 出自
夏の時代、宮中の庭に神龍が出現した。夏の帝は龍に漦（口の泡）を貰い、箱に納めた。やがて夏王朝は亡び、この箱は殷王朝に伝わる。さらに殷が亡び、箱は周の王家に伝わったが、その数百年の間に、一度も開けられることがなかった。
周の厲王の世になり、この箱を開いたところ、中から泡が発して庭じゅうに溢れだした。やがて泡は一尾の蜥蜴と為り、後宮に入り、七歳の童女に遭った。やがて次代の宣王の時代、この童女が十五歳になったとき、男も無くひとりの女児を産んだ。人は恐れ、この子を捨てた。
そのころ巷間に「檿弧萁箙、実亡周国（山桑の弓に萁の矢筒、周の国が亡びよう）」という童謡がはやった。宣王が調査させると確かに山桑の弓と萁の矢筒を売っている夫婦がいたので、捕えて殺そうとした。この夫婦は逃亡したが、途中で道ばたで泣いている捨子を見つけ、哀れに思って拾いあげ、ともに褒国に逃げた。その後、褒の者に罪があり、育ったこの捨子の少女を宮中に差し出して許しを乞うた。そこでこの褒国から来た少女を、褒姒と呼んだのである。
幽王3年（紀元前779年）、王は後宮で褒姒を見て愛するようになり、やがて子の伯服が生まれた。周の太史（記録官）伯陽は「禍成れり。周は滅びん」と言った。

### 亡国の笑い
褒姒は、笑ったことがなかった。幽王はなんとか彼女を笑わせようと手を尽くした。ある日、幽王は緊急事態の知らせの烽火を上げさせ、太鼓を打ち鳴らした。諸将はさっそく駆けつけたが、来てみると何ごとも無い。右往左往する諸将を見た褒姒は、そのときはじめて晴れやかに笑った。喜んだ幽王は、そののちたびたび無意味に烽火を上げさせたので、次第に諸将は烽火の合図を信用しなくなった。また王は佞臣の虢石父を登用して政治をまかせたので、人民は悪政に苦しみ、王を怨むようになった。
王はとうとう当時の王后だった申后と太子宜臼（後の平王）を廃し、褒姒を王后にして伯服を太子にした。怒った申后の父の申侯は反乱して、蛮族の犬戎の軍勢と連合して幽王を攻めた。王は烽火を上げさせたが、応じて集まる兵はなかった。反乱軍は驪山で幽王を殺し、褒姒を捕え、周の財宝をことごとく略奪して去った。この乱で、西周は滅びたのである。

## 傾国の美女
褒姒をはじめ、殷の妲己・夏王朝の末喜・春秋時代の呉・越の西施など、古代中国史には美貌によって王君を破滅させ、国を滅亡に追いこむ魔性の女性がしばしば現れる。のち『漢書』から、国が傾く原因になるほどの美女を「傾国傾城」と呼ぶようになった（巻九十七上 孝武李夫人伝）。のちに「傾城」は江戸時代の日本で花魁の別称になった。

### 妖獣伝説
褒姒の出自に関する記録は奇怪で神話的なうえ、年代を計算すると50歳を過ぎてから王の寵を得たことになり史実性が怪しい。褒姒の実体が曖昧なことから、後世に数多くの伝説が生まれた。『平家物語』では、褒姒は野干という魔獣の化身であったという。玉藻前の伝説では褒姒は玉藻前の前歴の一つとして挙げられている。

## 褒姒を主題とした作品
- 短編小説「褒姒の笑」（井上靖）
- 漫画「柏舟」（東山聖生。『天の木霊』収録）